# Edvard Grieg
Edvard Hagerup Grieg (n. 15 iunie 1843, Bergen, Suedia-Norvegia – d. 4 septembrie 1907, Bergen, Norvegia) a fost un compozitor și pianist norvegian.
Edvard Grieg este cel mai de seamă muzician din școala națională norvegiană și unul din reprezentanții de frunte ai muzicii  romantice europene. Muzica lui a fost influențată de romanticii germani, ca de pildă Schumann, și de asemenea de muzica populară a poporului său, uneori și de cea a popoarelor scandinave vecine. Grieg a activat și ca pianist de concert până la sfârșitul vieții sale. El a scris multe suite.

## Date familiale și copilăria
Edvard Grieg s-a născut în orașul Bergen din vestul Norvegiei ca al patrulea dintre cinci copii ai lui Alexander Grieg (1806 - 1875), comerciant înstărit și consul al Marii Britanii în localitate.
Alexander Grieg continuase antrepriza de negoț de pește și homari din Marea Nordului, înființată în anul 1779 de bunicul său Alexander Greig, devenit Grieg, și care emigrase în Norvegia din Scoția, din localitatea Cairnbulg de lângă Aberdeen, după bătălia de la Culloden 

Originea scoțiană a familiei nu era ceva ieșit din comun, fiindcă numeroase familii din Bergen aveau conexiuni familiale în alte țări europene din vecinătate ca Danemarca, Germania, Marea Britanie sau Olanda. Grieg a crescut într-o familie cu tradiții muzicale.  Și renumitul pianist canadian Glenn Gould era înrudit cu Grieg, bunicul mamei sale fiind văr primar cu compozitorul norvegian. Bunicii din partea mamei lui Grieg erau membri în «Musikkselskapet Harmonien», una din orchestrele cele mai vechi din lume, întemeiată în anul 1765. Mama sa Gesine Judith, născută Hagerup (1814 - 1875) era de asemenea descendenta unei familii onorabile din Bergen, în rândurile cărora s-au numărat mai mulți înalți prelați și notabili. 
Ea avea și ascendențe suedeze: pe ingeniosul preot și ofițer Kjell Stubin din secolul al XVII-lea . iar tatăl ei, Edvard Hagerup (1781 - 1853) a fost un binecunoscut patriot norvegian, președinte al Tribunalului din Bergen , în mai multe rânduri deputat în parlamentul   Norvegiei, constituit în 1814.   
Înzestrată fiind cu talent muzical, Gesine Hagerup a fost trimisă în copilărie, de părinții ei, la Altona, pe atunci în Danemarca, pentru a lua lecții de pian și canto cu renumitul pedagog german Albert Methfessel (1785 - 1869),cântăreț și compozitor, iar mai apoi s-a perfecționat la Londra.
Ulterior, Gesine Grieg a devenit cunoscută la Bergen ca pianistă și ca poetă și mai ales ca o mult apreciată profesoară de pian. Ea a găzduit un salon muzical în care se interpreta săptămânal atât muzică clasică instrumentală cât și fragmente din opere, de asemenea cânta uneori ca pianistă solistă la concerte ale orchestrei locale. În aceste împrejurări, Edvard a avut ocazia, de mic copil, să se familiarizeze cu muzica unor compozitori clasici ca Mozart și Beethoven, dar și cu cea a romanticilor ca Weber, Chopin sau Mendelssohn.
Începând din 1849 mama i-a fost și cea dintâi profesoară de pian . Este de menționat că și tatăl familiei, Alexander, știa să cânte la pian. John, celălalt băiat dintre cei cinci copii ai soților Grieg, a învățat să cânte la violoncel, dar a mers pe calea unei cariere comerciale după exemplul tatălui.
Deși aspira la început să devină preot și îi plăcea să recite poezii, micul Edvard nu a găsit o mare atracție în orele de școală și uneori căuta sub diverse motive să le evite. Pe la 12 ani când a încercat să compună pentru întâia dată o bucată muzicală - niște "Variațiuni pe o temă germană opus 1", învățătorul nu a apreciat deloc inițiativa, l-a tras de păr și a aruncat compoziția pe foc.

## Anii de studii și debuturile muzicale
În 1858, la îndemnul unei rude prin alianță, celebrul violonist Ole Bull care vizitase familia Grieg la reședința ei de la Landaas, lângă Bergen, și care i-a remarcat talentul, Edvard s-a înscris, la vârsta de 15 ani, la Conservatorul din Leipzig, condus în acei ani de renumitul pianist Ignaz Moscheles. În afara de Moscheles, i-a avut ca profesori, între alții  și pe Ernst F. Wenzel și pe Carl Reineke.
Nici la conservator Grieg nu a fost printre studenții cei mai disciplinați, dar a obținut note bune în majoritatea materiilor, o excepție fiind cursul de orgă. Și-a concentrat eforturile mai ales pe studiul pianului, și s-a delectat cu bogata viață muzicală a Leipzigului, cu numeroasele concerte și recitaluri. Acolo a fost expus mai ales influenței creației școlii romantice germane, în primul rând a lucrărilor lui Schumann și Mendelssohn. 
În primăvara anului 1860, la 17 ani, a contractat din nefericire o tuberculoză pulmonară  care i-a pricinuit greutăți în tot cursul vieții.
În 1861 și-a făcut debutul ca pianist de concert, la Karlshamn, în Suedia. După ce în anul următor, 1862 a absolvit Conservatorul din Leipzig, Grieg a dat primul său concert în orașul său natal Bergen, interpretând,între altele, Sonata Patetică de Beethoven.
(O înregistrare, mai târziu în viață, a compozitorului, interpretându-și propria sonată pentru pian, a rămas dovada vie a virtuților sale de pianist).

## Anii de tinerețe la Copenhaga
În continuare și-a îndreptat pașii spre Copenhaga, în Danemarca vecină, unde a rămas circa trei ani. A făcut cunoștință acolo cu compozitorii danezi J.P.E.Hartman și Niels Gade. De asemenea în 1864 s-a împrietenit cu conaționalul sau, compozitorul Rikard Nordraak, autorul muzicii imnului național norvegian. Acesta din urma, cu ideile sale de rebeliune contra influenței muzicii germane, a stilului lui Gade si Mendelssohn, a exercitat asupra lui Grieg o mare influență și cei doi au întemeiat la Copenhaga societatea Euterpe, destinată promovării muzicii scandinave originale. La decesul prematur de tuberculoză al tânărului Nordraak în  anul 1866, Grieg a compus un marș funebru pentru a-i onora amintirea. Multă vreme a avut mustrări de conștiință pentru faptul că în acel an  plecase în Italia în vreme ce starea sănătății lui Nordraak se agravase. În Italia Grieg a avut prilejul de a întâlni un alt compatriot ilustru, dramaturgul Ibsen.
Anii de la Copenhaga au marcat profund viața muzicianului.
In 1862  a făcut cunoștință cu viitoarea lui soție Nina Hagerup (1845 - 1935), verișoară primară,născută în Norvegia dar stabilită în Danemarca, cântăreață de concert care a devenit pe urmă interpreta privilegiată a liedurilor sale. 
La Copenhaga, Grieg a compus creațiile sale opus 6,7 și 8. 
După ce s-a logodit cu Nina în 1864, în ciuda împotrivirii ambelor familii, cei doi s-au căsătorit la 11 iunie 1867 și s-au stabilit în capitala Norvegiei (numită pe atunci Cristiania  astăzi Oslo)
Grieg a avut legături strânse cu Orchestra Filarmonicii din Bergen (Harmonien), iar mai târziu a devenit director muzical al orchestrei între 1880–1882.

## Activitatea
În 1867 a devenit dirijor la societatea filarmonică din Oslo,iar la 11 iunie s-a căsătorit cu o verișoară a sa, Nina Hagerup.  În 1869 Concertul  său pentru pian și orchestră în La minor, opus 16, a fost interpretat pentru prima oară la Copenhaga. Din 1875 a început să lucreze la muzica de scenă pentru drama lui Ibsen 'Peer Gynt'.  A întreprins o serie de turnee în Danemarca, Germania și Olanda. În 1888 'Suita Peer Gynt I' a fost prezentată prima dată la Leipzig, aici Grieg i-a întâlnit pe Brahms și pe Ceaikovski. În anii următori Grieg va întreprinde turnee de concerte în toată Europa, cu orchestre renumite ca Filarmonica din Berlin sau orchestra Concertgebouw din Olanda. A fost ales membru al academiilor din Suedia, Paris, doctor onorific al universităților din Cambridge și Oxford. În 1904 a avut o întâlnire cu împăratul german Wilhelm al II-lea. În anul morții sale 1907 Edvard Grieg a mai susținut concerte la München, Berlin, Kiel, Oslo și Copenhaga.

## Opera
- Fire klaverstykker, Opus 1
- Fire sanger, Opus 2
- Poetiske tonebilder, Opus 3
- Seks dikt, Opus 4
- Hjertets melodier, Opus 5
- Humoresker, Opus 6
- Klaversonate i e-moll, Opus 7
- Fiolinsonate nr.1, i F-dur, Opus 8
- Romanser og ballader, Opus 9
- Fire romanser, Opus 10
- I høst, Opus 11
- Lyriske stykker I, Opus 12
- Fiolinsonate nr. 2 i G-dur, Opus 13
- To symfoniske stykker, Opus 14
- Romanser, Opus 15
- Klaverkonsert i a-moll, Opus 16
- 25 norske folkeviser og danser, Opus 17
- Romanser og sanger, Opus 18
- Foran Sydens kloster, Opus 20 /
- Fire dikt fra Fiskerjenten av Bjørnson, Opus 21
- Sigurd Jorsalfar, Opus 22
- Peer Gynt, Opus 23 (Henrik Ibsen)
- Ballade i g-moll, Opus 24 / Ballade g-Moll, Opus 24
- Seks dikt, Opus 25
- Fem dikt, Opus 26
- Strykekvartett i g-moll, Opus 27
- Fire albumblad, Opus 28
- Improvisata over to norske folkeviser, Opus 29
- Album for mannssang, Opus 30
- Landkjenning, Opus 31
- Den bergtekne, Opus 32
- 12 melodier til dikt av A. O. Vinje, Opus 33
- To elegiske melodier, Opus 34
- Norske danser, Opus 35
- Cellosonate i a-moll, Opus 36
- Valse-kapriser, Opus 37
- Lyriske stykker II, Opus 38
- Romanser, Opus 39 #
- Fra Holbergs tid, Opus 40 /
- Klaverstykker etter egne sanger I, Opus 41

1. Vuggesang (Opus 9, Nr. 2.)
2. Lille Haakon (Opus 15, Nr. 1)
3. Jeg elsker dig (Opus 5, Nr. 3)
4. Hun er så hvid (Opus 18, Nr. 2)
5. Prinsessen
6. Jeg giver mitt dikt til våren (Opus 21, Nr. 3)

- Bergliot, Opus 42 (Bjørnstjerne Bjørnson)
- Lyriske stykker III, Opus 43
- Fra fjell og fjord, Opus 44
- Fiolinsonate nr. 3 i c-moll, Opus 45
- Peer Gynt-suite nr. 1, Opus 46

1. Morgenstemning (Opus 23, Nr. 13)
2. Åses død (Opus 23, Nr. 12)
3. Anitras dans (Opus23, Nr. 16)
4. I Dovregubbens hall (Opus 23, Nr. 8)

- Lyriske stykker IV, Opus 47
- Seks Sanger, Opus 48
- Seks dikt, Opus 49
- Scener fra Olav Trygvason, Opus 50
- Gammelnorsk romanse med varasjoner, Opus 51
- Klaverstykker etter egne sanger II, Opus 52

1. Modersorg (Opus 15, Nr. 4)
2. Det første mote (Opus 21, Nr. 1)
3. Du fatter ej bølgernes evige gang (Opus 5, Nr. 2)
4. Solveigs sang (Opus 23, nr. 18) (Opus 23, Nr. 19)
5. Kjærlighed (Opus 15, Nr. 2)
6. Gamle mor (Opus 33, Nr. 7)

- To melodier for strykeorkester, Opus 53
- Lyriske stykker V, Opus 54
- Peer Gynt-suite nr. 2, Opus 55

1. Bruderovet. Ingrids klage (Opus 23, No. 4)
2. Arabisk dans (Opus 23, No 15)
3. Peer Gynts hjemfart. Stormfull aften på havet (Opus 23, nr. 19) (Opus 23, No. 21)
4. Solveigs sang (Opus 23, nr. 11) (Opus 23, No. 19)

- Tre orkesterstykker fra Sigurd Jorsalfar, Opus 56

1. Forspill (Ved mannjevningen) (Opus 22, No. 2)
2. Intermezzo (Borghilds drøm)  (Opus 22, No. 1)
3. Hyldningsmarsj (Opus 22, No. 4)

- Lyriske stykker VI, Opus 57
- Norge, Opus 58
- Elegiske dikt, Opus 59
- Dikt (Vilhelm Krag-sangene), Opus 60
- Barnlige sanger, Opus 61
- Lyriske stykker VII, Opus 62
- Nordiske melodier, Opus 63
- Symfoniske danser, Opus 64 /
- Lyriske stykker VIII Opus 65
- Norske Folkeviser, Opus66
- Haugtussa, Opus 67
- Lyriske stykker IX, Opus 68
- Fem dikt, Opus 69
- Fem dikt, Opus 70
- Lyriske stykker X, Opus 71 /
- Slåtter, Opus 72 #
- Stemninger, Opus 73
- Fire salmer, Opus 74